# 鄭絅
鄭絅（1501年—1561年），字尚行，一字子尚，號葵山，福建興化府莆田縣人，軍籍，明朝政治人物。

## 生平
嘉靖元年（1522年）壬午科福建鄉試第二十二名舉人，嘉靖八年（1529年）中式己丑科會試第四十三名，二甲第十四名進士。授户部主事，歷官高州府知府、廣州府知府，十八年十一月升雲南按察司副使，升貴州按察使，三十三年二月升湖廣右布政使，轉河南左布政使，升巡撫保定、都察院右副都御史，三十八年二月升南京兵部右侍郎，四月改任兵部右侍郎、兼都察院右僉都御史、提督兩廣軍務，四十年四月卒於官，賜祭葬。

## 家族
南宋狀元鄭僑之後。曾祖鄭商，壽官；祖父鄭崇；父鄭瓚，正德進士，戶部主事。母陳氏。永感下。從兄鄭大賓、鄭大同（同科進士），從弟鄭大田、鄭大河，弟鄭約。